# Gods of Metal
Gods of Metal é o maior festival musical de heavy metal da Itália.
A importância deste evento musical, de duração variável e que foram definidos no início do verão, tem vindo a aumentar ao longo do tempo, um encontro entre as bandas de metal, um aprofundamento de interesse europeu. O primeiro "God of Metal" foi em 1997.